# Bitka kod Slankamena
Bitka kod Slankamena ili Slankamenička bitka je bitka između Svetog Rimskog Carstva i Osmanskog Carstva koja se odvila 19. kolovoza 1691. Tada su snage Svetog Rimskog Carstva, u sklopu kojih su sudjelovale njemačke, habsburške, hrvatske, ugarske i druge postrojbe, pod zapovjedništvom Ljudevita Badenskog porazili su osmansku vojsku koju je predvodio Fazil Mustafa Ćuprilić. Sa svojom je konjaničkom pukovnijom u bitki sudjelovao hrvatski grof Adam Zrinski, sin bana Nikole Zrinskog Čakovečkog.  

## Povijest
Bitka je sastavni dio Velikog turskog rata, koji je započeo 1683. godine osmanlijskom provalom u Austriju i neuspješnim pokušajem zauzimanja Beča. U nastavku saveznička vojska oslobađa Ugarsku, dijelove Hrvatske i Srbije, te prodire do Makedonije. Godine 1690. Turci opet zauzimaju Beograd čime započinje seoba Srba iz krajeva južno od Save i Dunava na prema sjeveru. Prema nekim procjenama, vojska cara Svetog Rimskog Carstva imala je od 20 do 35 tisuća vojnika, a sultanova od 50 do 60 tisuća vojnika. Srpska milicija od 10 tisuća vojnika bila je pod zapovjedništvom podvojvode Jovana Monasterlije.
Tabor turske vojske nalazio se kod Zemuna, a austrijsko-njemačke kod Slankamena. Turski zapovjednik Fazil Mustafa Ćuprilić, napravio je podvalu te je Ljudevitu Badenskom zašao iza leđa, dok je istovremeno turska dunavska flotila presjekla protivničku liniju opskrbe. Takvi potezi su natjerali Badenskog da krene u napad. Početak bitke je bio nepovoljan za austrijsko-njemačke snage. Pješaštvo na desnom krilu je izvelo napad na turski logor, ali je teško stradalo od janičarskih ispada iz logora. Budući da se pješaštvo povuklo, prijetio je raspad austrijsko-njemačkog bojišta pod pritiskom spahijske konjice, koja je pokušavala proširiti mjesto prodora. Uz najveće napore Badenskog i Branderbužana u središtu, bojišnica je održana. 
Kako bi ubrzao napad na lijevom krilu, Badenski je naredio da konjica krene sama, bez pješaštva. Napad je na kraju uspio te su turski redovi su razbijeni. Cijela austrijsko-njemačka vojska je tada nastojala napadati turski tabor, koji je teško izdržavao napad. Slom turske vojske nastao je kada je njena vojna glazba, želeći pomoći Mustafa paši da prijeđe sa središta na svoje lijevo krilo, prestala svirati ratnu glazbu. To je među vojnicima shvaćeno kao znak za povlačenje i izbila je opća panika. Procjenjuje se da je kršćanska vojska izgubila 5 do 7 tisuća, a osmanlijska 20 do 25 tisuća vojnika, među njima i Mustafa paša. Zaplijenjena su 154 topa, 10 tisuća šatora, 5 tisuća konja, brojne deve, turska ratna gotovina itd. Bitki kod Slankamena slijedilo je još nekoliko okršaja, kao što je bitka kod Sente 1697. godine, pa je onda sklopljen Karlovački mir 1699., kojim je završen Veliki turski rat.

## Zanimljivosti
- Adam Zrinski, sin hrvatskog bana Nikole Zrinskog, poginuo je u ovoj bitki, kao pretposljednji muški potomak te hrvatske obitelji, što je uskoro rezultiralo izumiranjem roda Zrinskih, kada je umro njegov bratić Ivan Antun. Prema povijesnim izvorima, Adam je bio žrtva zavjere, jer je umro nakon što ga je metkom u leđa pogodio jedan njegov austrijski vojnik.

- U spomen na ovu pobjedu podignut je 1892. spomenik u obliku ciborija na koji je postavljen obelisk prema projektima zagrebačkog arhitekta Hektora pl. Eckhela. Na sarkofag ispod ciborija uklesani su stihovi Jovana Jovanovića Zmaja: I hvala i slava junacima vrlim, padom uzdignutim smrću neumrlim.[2]

## Vanjske poveznice
- Die Schlacht von Slankamen (njem.)